# 湯沢直哉
湯沢 直哉（ゆざわ なおや、1971年2月27日 – ）は、日本の雑誌編集者。2017年よりベースボールマガジン社編集局第二編集部、週刊プロレス編集長を務めている。東京都江戸川区出身。

## 来歴
日本大学文理学部哲学科卒業後、出版社勤務を経て1997年にベースボールマガジン社に入社。週刊プロレス編集部員として新日本プロレス、ZERO1、FMW、SPWF、ドラディション担当を歴任。のちに編集部次長となり、2014年から増刊である新日本プロレス Bi-monthly編集長を兼任する。2017年1月から編集長。
後述の投稿経験から、長らく読者投稿コーナー「ぬるま湯小王国」、「週プロ週モバ王国」を担当していたがネットメディアの発展とともに役割は果たしたと2017年の紙面刷新とともに終了。逆に写真投稿の「Photo自慢」コーナーをカラーページに移行、携帯サイトから投稿可能にした。

## 人物
- ラジオ日本の番組に出た際のプロフィールでは身長171cm、体重80kg。2017年には身長172cm、体重71kg[3]に訂正された。
- 小学3年生からプロレスを見始め、初めて買ったプロレス専門誌は週刊プロレス創刊号だった。雑誌編集者時代からプロレス記者を目指し、各専門誌に履歴書や観戦記を投稿、週刊プロレス編集部がターザン山本の編集長時代の取材拒否事件を受け人が抜けた際、編集経験を買われて採用された。
- 天山広吉と小島聡のタッグチーム・天コジの名付け親でもある。
- 学生時代には日本大学文理学部プロレス研究会（BWA）でソクラテス湯沢として学生プロレスをしていた経験があり[4]、学生プロレス、西口プロレスなどにも理解が深い。
- ゼロ年代から新日本プロレス担当となり、連載「棚橋弘至のドラゴンノート」では「タナ番」の呼び名で知られる[5]。
- ヨシ・タツをやまもっちゃんと呼ぶ[6]。

## 出演
- C.T.U (プロレス)（2006年7月30日、2006年12月24日、FIGHTING TV サムライ）– CTU-ZAWAとして解説している。2017年現在、湯沢の唯一の解説仕事。解説は説得力のある現役選手、OBがやるべきとの考えから引き受けていない。

## コラム
- ぬるま湯旅日記（2015年 – 2016年、週刊プロレス） – 不定期連載